# Claude (Texas)
Pour les articles homonymes, voir Claude.
La ville américaine de Claude est le siège du comté d’Armstrong, dans l’État du Texas. Elle comptait 1 196 habitants lors du recensement de 2010.

## Source
- (en) Cet article est partiellement ou en totalité issu de l’article de Wikipédia en anglais intitulé « Claude, Texas » (voir la liste des auteurs).